# Marco Antonio Argueta (Actor)
Marco Antonio Argueta (Ciudad de México) es un actor de cine y televisión mexicano, reconocido por trabajar en diversidad de proyectos tanto en cine como en televisión. Su trabajo más destacado se da en la cinta de 2006, Apocalypto, dirigida por el cineasta Mel Gibson.

## Filmografía
- Apocalypto (Cine, 2006) como Speaking Wind.[3]
- Asgaard (TV, 2008) como Enojo.
- Colosio: El asesinato (Cine, 2012) como Salomón Gutiérrez.[3]
- La vida precoz y breve de Sabina Rivas (Cine, 2012) como Hombre Eros 2.[3]
- Chalán (Streaming, 2012).
- Contra Natura (Corto, 2013) como Fabián.
- Carmín tropical (Cine, 2014) como Rubén Jiménez.[3]
- Ausencia (Corto, 2014) como Policía.
- Atrapada (TV, 2018).[3]
- Vivir toda la vida (Corto, 2021).
- Delirios (2022) como Juan.[3]